# Upsetters 14 Dub Blackboard Jungle
Upsetters 14 Dub Blackboard Jungle je jedanaesti album sastava The Upsetters. Često ga se zove Blackboard Jungle Dub. Izdan je 1973. godine u samo 300 primjeraka u stereo verziji pod etiketom Upsetter Records. Bio je dostupan samo na Jamajci. Album je producirao Lee Scratch Perry. Žanrovski pripada dubu i roots reggaeu. Jedan je od prvih albuma dub glazbe.
1981. su album reizdale diskografske kuće Upsetter Records i Clocktower. pod naslovom Blackboard Jungle Dub. 1990. ga je na skupnom albumu CD Scratch Attack! izdala diskografska etiketa RAS. 2004. ga je u digitalnoj obradi izdala kuća Auralux, a nalazi se i na izdanju Dub Triptych iz 2004. etikete Trojan Records.

## Popis pjesama

#### Strana A
1. Black Panta - 4:40
2. V/S Panta Rock - 3:34
3. Khasha Macka - 3:52
4. Elephant Rock - 3:17
5. African Skank - 3:17
6. Dreamland Skank - 2:35 - The Wailers
7. Jungle Jim - 2:56

#### Strana B
1. Drum Rock - 3:55
2. Dub Organizez - 3:25 – Dillinger
3. Lovers Skank - 2:45
4. Mooving Skank - 2:48 - The Wailers
5. Apeman Skank - 2:30
6. Jungle Fever - 2:22
7. Kaya Skank - 3:05 - The Wailers

## Članovi
- bubnjevi – Lloyd "Tin Legs" Adams, Carly Barrett, Anthony "Benbow" Creary, Leroy "Horsemouth" Wallace
- bas-gitara – Family Man, Lloyd Parks, Errol "Bagga" Walker
- gitara – Alva Lewis, Valentine "Tony" Chin, Anthony "Sangie" Davis, Barrington Daley
- organo – Glen Adams, Winston Wright, Bernard "Touter" Harvey
- klavir – Gladstone "Gladdy" Anderson, Tommy McCook
- melodika – Augustus Pablo
- trombon – Ron Wilson
- truba – Bobby Ellis
- perkusije – Noel "Skully" Simms, Uziah "Sticky" Thompson, Lee Perry
- inženjeri – Lee Perry, King Tubby